# 生徒会長金子
生徒会長金子（せいとかいちょうかねこ、 1976年2月19日 -  ）は、日本のお笑い芸人。本名、金子 茂樹（かねこ しげき）。
神奈川県出身。ドミトリーム・エンターテインメント所属、かつてはSMA NEET Project、オフィス★怪人社に所属していた。横浜高等学校、関東学院大学卒業。

## 来歴
- 2005年6月にデビュー。かつてはコンビで活動していた時もあった。
- 1997年が本当のデビューした年だと、鳥越アズーリFM 心愛でマニアなコアラブトーク！（仮）にゲスト出演した際に金子本人が話している。
- 2013年より、IKKANと『ゲッチメンズ』というコンビを組み活動していた。
- 2017年5月28日より、占い師によって『カネッシー金子』と改名[2]。
- 過去にプロボクシングのライセンスを取得したことがあるが、お金がなくライセンスの更新ができなかった為、現在は失効している[3]。
- 2020年11月、オフィス★怪人社を退社し[4]、ドミトリーム・エンターテインメントに移籍した[5]。
- 2022年 12/5～12/12まで

『渋谷～仙台まで345kmリヤカーの旅～たすくこま先生に逢いたい〜』YouTube配信企画を行い、紆余曲折しながらもロック杉本(同事務の後輩芸人)と共にリアカーを引き345km歩き抜いた。ゴール前にたすくこま先生が出迎えており感動のエンディングとなった。
- 2024年 8月22日、ネット配信番組マシェバラエブリデイ(木曜日のMC担当)にてルームフォロワー数1000人を達成。 各曜日のルームの中で1番人気のある番組。https://www.mache.tvマシェバラ
- 2024年 9/23～10/1

「仙台に着くまでにやらせたい100のこと～麻生羽呂・生徒会長金子・ロック杉本3人旅〜」
三軒茶屋から仙台まで350km(9日間)リアカー引いての3人旅を生徒会長金子CH(カネコのガッコ。)YouTubeにて生配信で行った。途中、漫画家麻生羽呂先生は都合があり離脱するも再参加し3人でゴールをキメる予定が、ゴール目前に視聴者からのミッションによりジャンケンに負けた人はリタイアをしなければならず、ジャンケンに負けたロック杉本はゴール目前にして泣く泣くリタイアすることとなったが、生徒会長金子と漫画家麻生羽呂先生は無事にゴールを果たした。多くの視聴者が観ている中 大成功の企画として幕を閉じた。

## 芸風
- エンタの神様での芸風は全校集会などの設定で、横浜高校の学生服を着て登場し、生徒会長らしく注意を促していくという芸を披露する。注意の内容は、政治家・芸能人・スポーツ選手などを学校の生徒や先生に置き換え、最近起こったニュースをネタにしている。
  - なお、この芸風が出来たきっかけは、かつて組んでいたコンビを解散した後、先輩芸人の渡辺塾国民学校の手伝いを約2年間していたことがあり、その時に渡辺塾国民学校に「そろそろ、これという芸を作った方がいいのでは」と言われ「生徒会長キャラなんかどうだ」と勧められたことだったという[6]。
- 甲高い声で舌足らず。
- ライブでは下ネタなども織り交ぜた多少過激な芸風を取る。

## 出演

### テレビ
- エンタの神様（日本テレビ系列） - キャッチコピーは「単毒の全校集会」2008年4月26日に初登場。
  - 2008年5月10日から同年10月18日までは毎週レギュラー出演していたが、2009年1月31日を最後に出演していない。
- お笑い図鑑 ハマヌキ（tvk、2008年10月27日）
- メンズアヴィラ （あっ!とおどろく放送局、2010年12月19日）
- 勝利の女神5（千葉テレビ放送、2010年） - 声のみの出演

### 声優
- 怪獣酒場 カンパーイ！（TOKYO MX、2015年） - カネゴン役

### 舞台
- 超青春合唱コメディ「SING!」（東京芸術劇場：2013年6月5日-9日 ・ 大阪世界館：6月14日-16日）
- 「群青の神々」（上野ストアハウス：2017年7月26日-30日）

### ネット配信
- ゲッチメ（ニコニコ生放送、2013年 - ）
- マシェバラeveryday!（マシェバラ、2019年5月 - ） - 木曜日担当MC
- FISH ON！TV　～目指せ！本気の釣りガール～（マシェバラ、2022年1月 - ） - MC(不定期)
- インターネット放送局Cwave 帯番組「Moonlight☆Wave」金曜日担当パーソナリティ(2025年4月 - )